# Erik von Sydow (ambassadör)
Erik von Sydow, född 2 september 1912 i Göteborg, död 5 december 1997 i Oscars församling i Stockholm, var en svensk ämbetsman och ambassadör.

## Biografi
Erik von Sydow, förste sekreterare för Svenska legationen i Tokyo, var svensk chargé d'affaires i Japan från 1945 och ersatte diplomaten Vidar Bagge.
Senare blev han utrikesråd och chef för Utrikesdepartementets handelsavdelning 1959. Han var chef för svenska delegationen vid EFTA och blev ambassadör vid FN-organisationerna i Genève 1964. Han var därefter ambassadör vid EG i Bryssel 1972-78.
von Sydow köpte Villa Hasselbacken 1958 och innehade den till sin död. Han är begravd på Galärvarvskyrkogården i Stockholm.

## Utmärkelser
- Kommendör av första klass av Nordstjärneorden, 16 november 1970.[5]
- Storofficer i Oranje-Nassau orden, 18 maj 1957[6]